# Берёзовский кремль
Берёзовский кремль — главный элемент укреплений и исторический центр Берёзова Ханты-Мансийского автономного округа. Берёзовский кремль был построен в 1593 году царскими воеводами Никифором Траханиотовым и Михаилом Волконским на месте хантыйского поселения Сумгутваш. Берёзов стал первым русским городом в Югорской земле.
Кремль с рублеными стенами и четырьмя башням стоял в левобережье Оби на высоком левом берегу Северной Сосьвы. Стены кремля образовывали почти правильный квадрат. Его главной башней была угловая Спасская проезжая башня. С юга к кремлю примыкал более пространный пятибашенный острог. Вокруг крепости в 1607 году был вырыт ров.
В кремле сразу была построена церковь Рождества Богородицы, позднее, в 1605 году, в юго-восточной части острога появилась ещё одна церковь — Воскресенская. Судя по описанию 1644 года, в крепости находились съезжая изба, казённые амбары, воеводский двор и тюрьма.
В первое время своего существования крепость пережила немало осад местных племён, в частности в 1595 году и в 1607 году со стороны сына ляпинского князя Лугуя. Со временем Берёзов стал центром местной торговли, сбора ясака и базой снабжения мангазейского промыслового района. С 1642 года после крупного пожара наступило время упадка города, вызванное тем, что грузы в Мангазею пошли через Енисейск. За Берёзовом осталась лишь функция сбора ясака. Новый острог строился более 20 лет. Ещё один серьёзный пожар, в результате которого выгорели кремль и острог, случился в 1719 году. С 1724 года Берёзов — место ссылки для особо важных государственных преступников.
В 2024 году на территории парка прошли археологические раскопки в рамках проекта «Берёзовский кремль: ожившая история». Найдено 1500 уникальных артефактов разных эпох, среди которых - монеты, перстни, нательные кресты, оружейные винты, свинцовые пули, инструменты, корабельные скобы и многое другое.